# فرودگاه تالتسون ریور
فرودگاه تالتسون ریور (به انگلیسی: Taltson River Airport) یک فرودگاه خصوصی است که یک باند فرود ماسه دارد و طول باند آن ۱۱۵۶ متر است. این فرودگاه در کشور کانادا قرار دارد و در ارتفاع ۲۶۷ متری از سطح دریا واقع شده است.